# Kamenica (Sevnica)
Kamenica is een plaats in Slovenië en maakt deel uit van de gemeente Sevnica in de NUTS-3-regio Spodnjeposavska. De plaats telde 48 inwoners op 1 januari 2020.

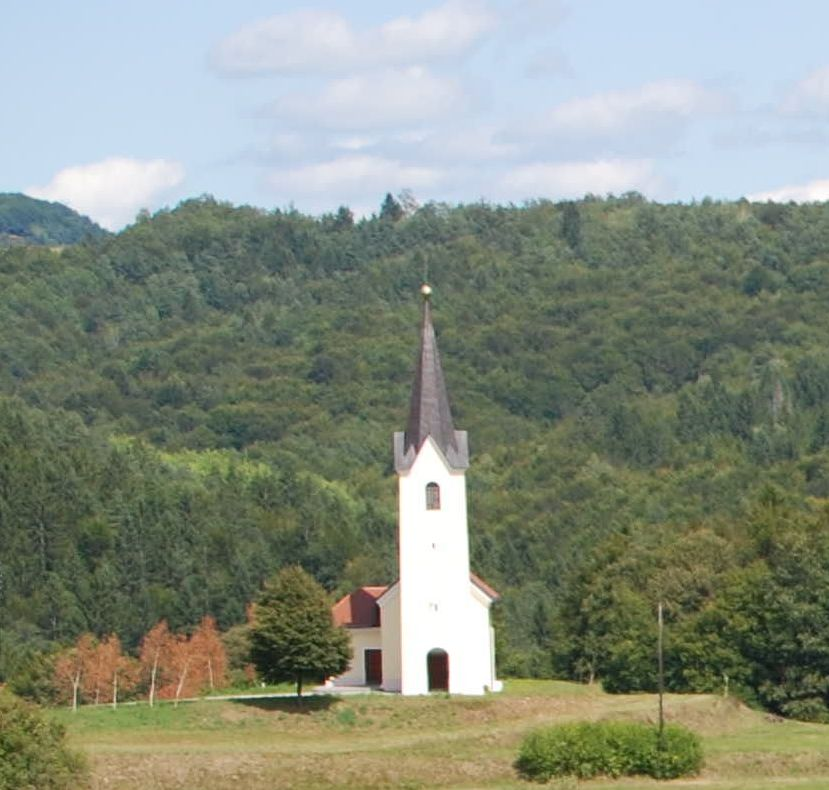
Kerk van St. Margaret
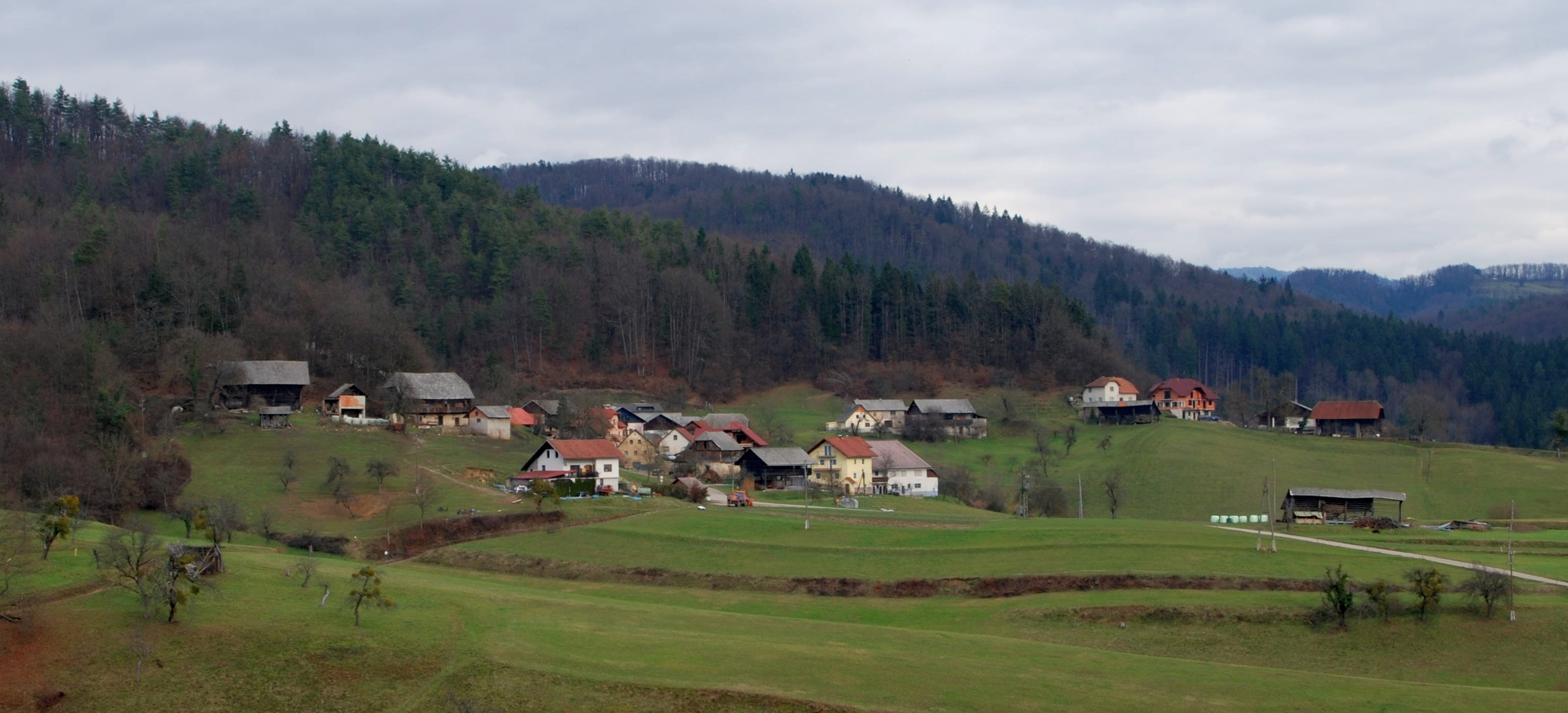
Kamenica